# 재베트남 한국인
재베트남 교민(在越僑民, 베트남어: Người Hàn Quốc tại Việt Nam 응어이 한 꾸옥 타이 비엣 남[*])은 주로 베트남에 이주한 한민족 출신 교포와 대한민국 국적을 보유한 베트남인(주민 다수는 킨족)으로 구성되어 있다.
한국인의 베트남 이주는 역사적으로 베트남 전쟁 시기에 군사적 목적으로 이루어진 경우가 많았으며, 당시 정치적 성향에 따라 남·북 양측에 참전한 사례가 존재하였다. 전쟁 종전 이후 한동안 한·베 간 이주나 관광은 거의 없었으나, 대한민국의 급속한 경제 성장과 조선민주주의인민공화국의 기근으로 인해 남한 투자자와 북한 탈북민의 유입이 증가하였다.
상당수의 대한민국 남성이 결혼을 목적으로 베트남에 정착하였으며, 베트남 여성들은 이문화 혼인의 어려움으로 인해 높은 수준의 가정폭력과 학대를 겪는 것으로 보고되고 있다.
한국과 베트남은 과거에도 정치적 관계를 유지하였으며, 특히 베트남 리(李) 왕조의 일부가 대만을 거쳐 한국으로 망명한 사례가 있다. 리 롱 뜨엉(李龍祥, 한국명 이용상)은 그 대표적인 인물로 꼽힌다.

## 역사

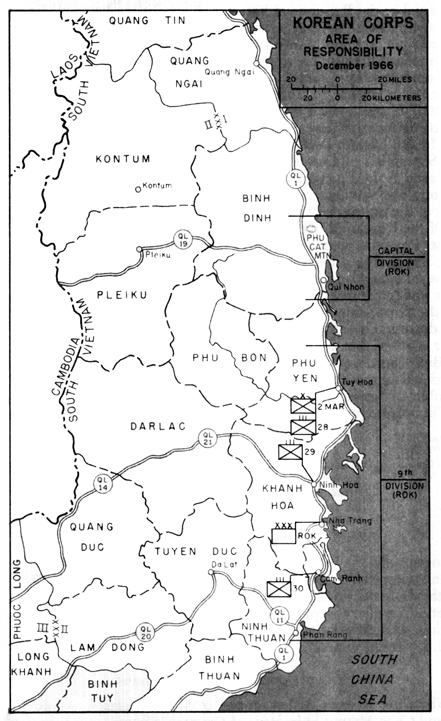
1966년 12월 기준 베트남 주둔 대한민국 군대의 담당 지역

제2차 세계대전 동안 일본군은 한국 여성들을 위안부로 동원하였으며, 전쟁이 끝난 후 상당수의 한국 여성들이 베트남에 남겨졌다.
조선민주주의인민공화국과 대한민국 모두 베트남 전쟁에서 자신들의 이념적 동맹을 지원하기 위해 물질적·인적 자원을 제공하였다. 그러나 지상군 규모로는 한국군이 훨씬 더 컸다. 당시 한반도에서 베트남으로 파병된 이들은 모두 전쟁 종료 후 귀국하였다.
대한민국의 이승만 대통령은 이미 1954년에 베트남 파병을 제안했으나, 미국 국무부의 반대로 무산되었다. 그러나 10년 후, 한국은 최초의 파병 인력을 파견하였는데, 이들은 태권도 사범 10명과 장교 34명, 병사 96명으로 구성된 대한민국 군부대 소속이었다. 이처럼 한반도에서 파견된 인원은 모두 남성이었으며, 모두 베트남 전쟁에 직접 참여하였다.
총 1965년부터 1973년 사이, 약 312,853명의 한국군 병사가 베트남에서 전투를 수행하였다. 한국 측 자료에 따르면, 그 기간 동안 한국군은 약 41,400명의 베트남 인민군 병사와 민간인 5,000명을 살해한 것으로 추산된다.
한국군 병사들은 민간인에 대한 무차별 학살, 특히 여성과 어린이 학살을 자행한 혐의로 비난을 받아왔다. 이러한 만행은 훗날 한국과 베트남 간의 외교 관계 정상화 과정에서 심각한 논쟁거리가 되었다.
한편, 북한은 1966년 10월 조선노동당의 결정에 따라, 1967년 초부터 베트남 북부에 공군 부대를 파견하였다. 이들은 하노이 인근에서 작전을 수행한 921·923 전투기 부대 소속의 비행사들이었다. 1968년에는 북한 공군 조종사 200명이 전투 지원을 수행한 것으로 보고되었다.
또한 최소 14명의 북한인이 베트남에서 전사한 것으로 알려져 있으며, 이들의 유해는 2002년에 조선민주주의인민공화국으로 송환되었다.

## 전쟁 이주

### 대한민국
1992년 외교 관계 정상화 4년 후, 한국의 베트남에 대한 무역과 투자가 빠르게 증가했다. 이후 몇 년 동안, 한국의 베트남에 대한 투자와 교류가 크게 발전하였다. 이창근 – 한국 무역산업부 관계자에 따르면, 한국인은 베트남에서 세 번째로 큰 교민 집단을 형성했으며, 이는 베트남 내 대만인 공동체 다음으로 큰 규모이다. 추정치에 따르면 절반 이상이 호찌민시에 거주하고 있다.
대한민국 외교부와 외교통상부의 통계에 따르면, 그들의 교민 수는 10년이 채 안 되는 기간에 거의 50배 증가했다. 교민 수는 1997년 1,788명에서 2003년 6,226명으로, 이후 10년 만에 84,566명으로 급증했다. 그러나 실제로는 한국 교민은 전체 인구의 4%밖에 되지 않아 약 88,120명 정도이다. 한국 정부는 이를 인정했지만, 투자 약속 축소, 교민에 대한 차별, 하노이 대사관 앞 한국인의 자살 사건 등이 보고되었다.
한국인은 베트남에서 여러 단체를 설립했으며, 그중에는 1995년 결성된 코비엣(Koviet)이라는 단체가 있는데, 이는 베트남에서 태어난 한국 2세와 청년층을 위한 모임이다.

### 조선민주주의인민공화국
2004년 이전, 수천 명의 북한 탈북민들이 한국으로 이주하기 위하여 베트남 북부 국경을 넘어왔다. 2004년까지 베트남은 동남아시아 지역에서 “선호되는 탈출로”로 묘사되었는데, 이는 주로 지형이 산악지대가 적었기 때문이었다. 비록 베트남이 여전히 공산주의 국가이며 북한과 외교 관계를 유지하고 있었으나, 한국의 대(對)베트남 투자 확대는 하노이 정부로 하여금 북한 난민들이 서울로 향하는 경유지를 조용히 허용하게 만들었다.
베트남 내 한국인의 존재가 점차 늘어남에 따라, 이곳은 또한 탈북민들에게 매력적인 선택지가 되었다. 베트남 내 탈북민을 위한 네 곳의 주요 은신처는 한국인들에 의해 운영되었으며, 다수의 탈북민들은 그러한 안전한 은신처들이 존재한다는 소문을 듣고 중국 국경을 넘어 베트남으로 들어가려 했다고 증언하였다.
2004년 7월에는 총 468명의 북한 난민이 한국으로 공수되어, 사상 최대 규모의 집단 탈출 사건이 발생하였다. 당시 베트남은 이 공수 작전에서의 자국 역할을 비밀로 하려 하였고, 한국 정부의 한 익명의 소식통은 기자들에게 탈북민들이 “확인되지 않은 아시아 국가”에서 왔다고만 언급하였다. 그러나 이 사건 이후, 베트남은 국경 통제를 강화하였고 이러한 안전가옥들을 운영하던 일부 인사들을 추방하였다.

## 교육
베트남 내 한국인을 위한 최초의 학교는 주말마다 한글(Hangul)을 가르치는 하노이에 설립되었으며, 1996년 3월 1일에 개교하였다. 당시 유치원부터 중학교까지 총 122명의 학생이 등록하였다. 이후 한국의 정규 교육 과정을 운영하는 국제학교도 설립되었는데, 하나는 호찌민시(1998년 8월 4일 설립, 유치원부터 고등학교까지 745명 학생 등록)이고, 또 하나는 하노이에 규모가 작은 학교(2006년 7월 13일 설립, 초등학생 63명 등록)이다.
이선희(Lee Seon-hui, 이선희)는 베트남 정부로부터 합법적 허가증을 최초로 취득한 외국인이었다.

## 국제 결혼
한국인들은 베트남 여성과의 결혼을 찾기 시작하였다. 최근 수천 개의 한국 결혼중개업체가 이 문제를 전문적으로 다루기 위해 설립되었다. 1990년대에는 대부분 농민이었으나, 점차 도시 남성들도 국제 결혼중개소를 통해 가정을 꾸리려 하였다. 이는 저학력자 혹은 저소득층 남성들이 한국 여성과의 결혼에서 겪는 어려움과 관련이 있었다. 2006년까지 매년 약 3,000명의 베트남 여성들이 한국인과 결혼하였다.
조선민주주의인민공화국의 경우, 이 나라 국민은 여전히 외국인과의 결혼이 허용되지 않았다. 그러나 예외적인 사례가 있었는데, 바로 베트남인 팜 응옥 깐(Phạm Ngọc Cảnh)과 북한 여성 리 용후이(Ri Yong Hui)의 결혼이다. 이후 베트남 국가주석 쩐 득 루엉(Trần Đức Lương)의 방북 시, 양국 간의 우호 관계 차원에서 이 결혼은 승인되었다. 2002년 리 용후이와 팜 응옥 깐은 각각 40대 중반의 나이에 공식적으로 결혼하였으며, 현재 두 사람은 하노이에 거주하고 있다.

## 공단
- 연짝 공단 - 호치민 시 근교 동나이성에 있다.
- 아마타 공단 - 동나이성 비엔호아
- 미푹 공단 - 빈즈엉성 벤깟

## 같이 보기
- 한국계 동포(재외동포)
- 호치민시 7군
  - 푸미흥 - 호치민시 7구에 있는 계획도시로서, 재베트남 동포들이 많이 거주하며 '푸미흥 코리아타운'이 위치하고 있다.
- 재한 베트남인
  - 라이따이한
- 재필리핀 한국인